# جايمس هايندمان
جايمس هايندمان (بالألمانية: James Hyndman)‏ هو ممثل ألماني وكندي، ولد في 23 أبريل 1962 ببون في ألمانيا.

## وصلات خارجية
- جايمس هايندمان على موقع IMDb (الإنجليزية)
- جايمس هايندمان على موقع ألو سيني (الفرنسية)
- جايمس هايندمان على موقع أول موفي (الإنجليزية)
- جايمس هايندمان على موقع قاعدة بيانات الفيلم (الإنجليزية)
- جايمس هايندمان على موقع كينوبويسك (الروسية)